# ジョン・キューザック
ジョン・キューザック（John Cusack, 1966年6月28日 - ）は、アメリカ合衆国イリノイ州出身の俳優、映画プロデューサー、脚本家。

## 来歴
イリノイ州エバンストン出身。アイルランド系。父ディック・キューザックは俳優でドキュメンタリー映画の製作者。姉のジョーンを含む5人兄弟全員が俳優である。子供の頃から劇団に所属し、17歳で映画デビューした。ニューヨーク大学に1年通ったが、中退している。青春映画からコンスタントにキャリアを重ねている。2000年の『ハイ・フィデリティ』では脚本も手がけている。
また、劇団"New Criminals Theater Company"を主催し、演出も手がけている。

## 人物
リリ・テイラーやネーヴ・キャンベルとの交際が知られているが、プライベートはほとんど明かさない。
2008年にはストーカーの被害に遭っている。
筋金入りのリベラルで、繰り返し左派的・反戦的な主張を行ってきた。イラク戦争に強く反対し、ブッシュ政権や共和党のマケイン候補を批判した。民主党オバマ政権に対しても、そのドローンによる無差別攻撃を繰り返し批判し、内政はともかく国防政策や市民的自由、ジャーナリズムへの攻撃という点では「ブッシュ政権と同じかそれ以上に酷い」と厳しく糾弾した。自身は政党「アメリカ民主社会主義者」に属しており、2016年、2020年の大統領選挙ではバーニー・サンダースを支持した。パレスチナにおけるイスラエルの姿勢に対しても、長年に渡って批判を繰り返している。

## フィルモグラフィー

### 映画
| 年   | 邦題/原題                                                        | 役名                         | 備考                                  | 吹き替え                                                       |
| ---- | ---------------------------------------------------------------- | ---------------------------- | ------------------------------------- | -------------------------------------------------------------- |
| 1983 | 恋のスクランブル Class                                           | ロスコー                     |                                       |                                                                |
| 1984 | すてきな片想い Sixteen Candles                                   | ブライス                     |                                       |                                                                |
| 1984 | グランドビューU.S.A. Grandview, U.S.A.                           | ジョニー                     | 日本劇場未公開                        |                                                                |
| 1985 | シュア・シング The Sure Thing                                    | ウォルター・ギブソン         |                                       |                                                                |
| 1985 | やぶれかぶれ一発勝負!! Better off Dead...                        | レイン・メイヤー             |                                       |                                                                |
| 1985 | ナティ物語 The Journey of Natty Gann                             | ハリー                       | 日本劇場未公開                        | 森川智之（日本語吹替1） TBA（日本語吹替2）                     |
| 1986 | ワン・クレイジー・サマー One Crazy Summer                        | フープス                     | 日本劇場未公開                        |                                                                |
| 1986 | スタンド・バイ・ミー Stand by Me                                 | デニー・ラチャンス           |                                       | 島田敏（フジテレビ版） 坂口賢一（VHS・DVD版） 竹若拓磨（BD版） |
| 1987 | トラブル・バケーション/熱い追跡 Hot Pursuit                      | ダン・バートレット           | 日本劇場未公開                        |                                                                |
| 1987 | ブロードキャスト・ニュース Broadcast News                        | 怒ったマネージャー           |                                       |                                                                |
| 1988 | テープヘッズ Tapeheads                                           | イヴァン                     |                                       |                                                                |
| 1988 | エイトメン・アウト Eight Men Out                                 | ジョージ・ウィーヴァー       | 日本劇場未公開                        | 家中宏                                                         |
| 1989 | セイ・エニシング Say Anything...                                 | ロイド・ドブラー             |                                       | 水島裕（機内上映版）                                           |
| 1989 | シャドー・メーカーズ Fat Man and Little Boy                      | マイケル・メリマン           | 日本劇場未公開                        |                                                                |
| 1990 | グリフターズ/詐欺師たち The Grifters                             | ロイ・ディロン               |                                       |                                                                |
| 1991 | トゥルー・カラーズ True Colors                                   | ピーター・バートン           | 日本劇場未公開                        | 中原茂                                                         |
| 1991 | 蜃気楼ハイウェイ Roadside Prophets                               | キャスパー                   |                                       |                                                                |
| 1992 | ウディ・アレンの影と霧 Shadows and Fog                           | ジャック                     |                                       |                                                                |
| 1992 | ザ・プレイヤー The Player                                        | 本人役                       | カメオ出演                            | 古田信幸（テレビ朝日版）                                       |
| 1992 | 心の地図 Map of the Human Heart                                  | 地図製作者                   |                                       |                                                                |
| 1992 | ボブ★ロバーツ Bob Roberts                                        | テレビ番組の司会者           |                                       | 藤原啓治                                                       |
| 1993 | ビッグ・マネー・ブルース Money for nothing                       | ジョーイ・コイル             | 日本劇場未公開                        |                                                                |
| 1994 | カッティング・エッジ Floundering                                 | JC                           | 日本劇場未公開                        |                                                                |
| 1994 | ブロードウェイと銃弾 Bullets Over Broadway                       | デヴィッド                   |                                       | 田中秀幸                                                       |
| 1994 | ケロッグ博士 The Road to Wellville                               | チャールズ                   |                                       | 田中正彦                                                       |
| 1996 | 訣別の街 City Hall                                               | ケヴィン・カルフーン         |                                       | 家中宏                                                         |
| 1997 | ポイント・ブランク Grosse Pointe Blank                           | マーティン・Q・ブランク      | 兼脚本・共同製作 日本劇場未公開       | 家中宏                                                         |
| 1997 | コン・エアー Con Air                                             | ヴィンス・ラーキン           |                                       | 家中宏（ソフト版） 森川智之（テレビ朝日版）                    |
| 1997 | シカゴ・ドライバー Chicago Cab                                   | Scary Man                    | 兼製作総指揮 日本劇場未公開           |                                                                |
| 1997 | アナスタシア Anastasia                                           | ディミトリ                   | 声の出演                              | 石川禅                                                         |
| 1997 | 真夜中のサバナ Midnight in the Garden of Good and Evil           | ジョン・ケルソ               |                                       | 家中宏                                                         |
| 1998 | フィオナが恋していた頃 This is my father                         | エディ・シャープ             |                                       | 安井邦彦                                                       |
| 1998 | シン・レッド・ライン The Thin Red Line                           | ガフ大尉                     |                                       | 家中宏                                                         |
| 1999 | ジャック・ブル The Jack Bull                                     | Myrl Redding                 | テレビ映画 兼製作総指揮               |                                                                |
| 1999 | 狂っちゃいないぜ Pushing Tin                                     | ニック                       |                                       | 家中宏                                                         |
| 1999 | クレイドル・ウィル・ロック Cradle Will Rock                      | ネルソン・ロックフェラー     |                                       | 石川禅                                                         |
| 1999 | マルコヴィッチの穴 Being John Malkovich                          | クレイグ・シュワルツ         |                                       | 田中秀幸                                                       |
| 2000 | ハイ・フィデリティ High Fidelity                                 | ロブ・ゴードン               | 兼脚本                                | 堀内賢雄                                                       |
| 2001 | アメリカン・スウィートハート America's Sweethearts               | エディ・トーマス             |                                       | 家中宏                                                         |
| 2001 | セレンディピティ Serendipity                                     | ジョナサン・トラガー         |                                       | 家中宏                                                         |
| 2002 | アドルフの画集 Max                                               | マックス・ロスマン           |                                       | 家中宏                                                         |
| 2002 | アダプテーション Adaptation                                      | 本人役                       |                                       |                                                                |
| 2003 | アイデンティティー Identity                                      | エド                         |                                       | 藤原啓治（ソフト版） 堀内賢雄（テレビ東京版）                  |
| 2003 | ニューオーリンズ・トライアル Runaway Jury                        | ニック・イースター           |                                       | 家中宏                                                         |
| 2005 | 理想の恋人.com Must love dogs                                    | ジェイク                     |                                       | 松本保典                                                       |
| 2005 | アイス・ハーヴェスト 氷の収穫 The Ice Harvest                    | チャーリー                   | 日本劇場未公開                        | 桐本琢也                                                       |
| 2006 | ザ・スナイパー The Contract                                      | レイ                         | 日本劇場未公開                        | 家中宏                                                         |
| 2007 | さよなら。いつかわかること Grace Is Gone                         | スタンレー・フィリップス     | 兼製作                                | （吹き替え版なし）                                             |
| 2007 | 1408号室 1408                                                    | マイク・エンズリン           |                                       | 東地宏樹                                                       |
| 2008 | エージェント・オブ・ウォー War, Inc.                             | ブランド・ハウザー           | 兼脚本・製作                          | 矢崎文也                                                       |
| 2009 | 2012                                                             | ジャクソン・カーティス       |                                       | 家中宏                                                         |
| 2010 | オフロでGO!!!!! タイムマシンはジェット式 Hot Tub Time Machine    | アダム・イェーツ             | 兼製作                                | 内田直哉                                                       |
| 2010 | シャンハイ Shanghai                                              | ポール・ソームズ             |                                       | 家中宏                                                         |
| 2011 | 映画と恋とウディ・アレン Woody Allen: A Documentary              | 本人役                       |                                       | （吹き替え版なし）                                             |
| 2012 | 推理作家ポー 最期の5日間 The Raven                               | エドガー・アラン・ポー       |                                       | 山路和弘                                                       |
| 2012 | ペーパーボーイ 真夏の引力 The Paperboy                           | ヒラリー・ヴァン・ウェッター |                                       | 家中宏                                                         |
| 2012 | コレクター The Factory                                           | マイク・フレッチャー         |                                       | （吹き替え版なし）                                             |
| 2013 | 殺しのナンバー The Numbers Station                               | エマーソン・ケント           | 別題『スパイ・コード 殺しのナンバー』 | 家中宏                                                         |
| 2013 | フローズン・グラウンド The Frozen Ground                         | ロバート・ハンセン           |                                       | 家中宏                                                         |
| 2013 | 大統領の執事の涙 Lee Daniels' The Butler                         | リチャード・ニクソン         |                                       | 桐本琢也（ソフト版） 堀内賢雄（BSジャパン版）                  |
| 2013 | グランドピアノ 狙われた黒鍵 Grand Piano                          | クレム                       |                                       | 家中宏                                                         |
| 2014 | ザ・バッグマン 闇を運ぶ男 The Bag Man                            | ジャック                     |                                       | 家中宏                                                         |
| 2014 | マップ・トゥ・ザ・スターズ Maps to the Stars                     | スタフォード・ウェイス博士   |                                       | 各務立基                                                       |
| 2014 | コードネーム: プリンス The Prince                                | サム                         |                                       | 家中宏                                                         |
| 2014 | ドライブ・ハード Drive Hard                                      | サイモン・ケラー             |                                       | 家中宏                                                         |
| 2014 | ミッシング・デイ Reclaim                                         | ベンジャミン                 |                                       | 家中宏                                                         |
| 2014 | ラブ&マーシー 終わらないメロディー Love & Mercy                  | ブライアン・ウィルソン       |                                       | （吹き替え版なし）                                             |
| 2015 | ドラゴン・ブレイド 天将雄師（英題：Dragon Blade）                | ルシウス                     | 中国・香港映画 日本では2016年2月公開  | 家中宏                                                         |
| 2015 | オフロでGO!!!!! タイムマシンはジェット式2 Hot Tub Time Machine 2 | アダム・イェーツ             | カメオ出演                            |                                                                |
| 2016 | セル Cell                                                        | クレイ・リデル               | 兼製作総指揮 日本公開は2017年2月      | 家中宏                                                         |
| 2017 | キング・ホステージ Arsenal                                       | サル刑事                     |                                       | 家中宏                                                         |
| 2017 | ブラッド・マネー Blood Money                                     | ミラー                       |                                       | 家中宏                                                         |
| 2017 | クロノス・コントロール Singularity                               | エライアス                   |                                       | 家中宏                                                         |
| 2018 | ブラッド・ジャスティス River Runs Red                            | ホレス                       | 日本劇場未公開                        | 家中宏                                                         |
| 2018 | コントロール 洗脳殺人 Distorted                                  | バーノン                     |                                       | （吹き替え版なし）                                             |
| 2019 | Never Grow Old                                                   | Dutch Albert                 |                                       | N/A                                                            |
| 2022 | レッドライン 奪還 Pursuit                                        | ジャック・キャロウェイ       | 日本劇場未公開                        | TBA                                                            |
| 2024 | デクリプト 解密                                                  |                              | 2024東京・中国映画週間で上映          |                                                                |

### テレビシリーズ
| 年   | 邦題/原題                           | 役名                       | 備考                                                           | 吹き替え |
| ---- | ----------------------------------- | -------------------------- | -------------------------------------------------------------- | -------- |
| 1996 | そりゃないぜ!? フレイジャー Frasier | グレッグ                   | 声の出演 第4シーズン第8話「Our Father Whose Art Ain't Heaven」 |          |
| 2020 | ユートピア 〜悪のウイルス〜 Utopia  | ケヴィン・クリスティー博士 | 計8話出演                                                      | 家中宏   |

## 日本語吹き替え
家中宏が専属（フィックス）で務めている。
このほかにも、桐本拓哉、石川禅、田中秀幸、森川智之、堀内賢雄、藤原啓治なども複数回、声を当てている。